# مطار اوردوس إيجين هورو
مطار اوردوس إيجين هورو (إياتا: DSN، إيكاو: ZBDS) يقع في مدينة اوردوس في جمهورية الصين الشعبية. بني المطار لأول مرة في عام 1959 وأطلق عليه اسم مطار دونغ شنغ، وتوقف عن العمل في عام 1983. وفي عام 2005 أعيد بناء المطار في الموقع الحالي باستثمار 350 مليون يوان، وأعيد افتتاحه في يوليو 2007.
صنف مطار اوردوس إيجين هورو في المرتبة الحادية والخمسون في الصين من حيث عدد الركاب عام 2011 وفقًا لإدارة الطيران المدني في الصين، حيث تعامل مع 1,301,806 راكب، وبلغ إجمالي حركة الطائرات (القادمة والمغادرة) 14,118 طائرة وقد بلغت كمية البضائع المنقولة عبر المطار 5,993 طن.

## شركات الطيران والوجهات
| شركـات طيـران          | الوجهات |
| ---------------------- | --- |
| طيران الصين            | مطار بكين العاصمة الدولي، مطار هانغتشو شياوشان الدولي |
| خطوط شرق الصين الجوية  | مطار تشانغتشو بيننو، مطار تشنغدو تيانفو الدولي، Ezhou، مطار قوانغتشو باييون الدولي، مطار هاربين الدولي، مطار حيفي شينكياو الدولي، مطار جييانغ شاوشان، مطار جينان الدولي، مطار كونمينغ جانغشوي الدولي، مطار لانتشو تشونغ تشوان، مطار نانتشانغ تشانغبى الدولي، مطار نانجينغ الدولي، مطار غينغادو جياودونغ الدولي، مطار شانغهاي هونغكياو الدولي، مطار شانغهاي بودنغ الدولي، مطار شنيانغ تاوكسيان الدولي، مطار تاييوان وسو الدولي، مطار ووهان تيانهي الدولي، مطار شيان شيانيانغ الدولي، مطار شينينغ الدولي، مطار سوزهو جوانين، مطار ينتشوان هيدونج الدولي، مطار تشانغجياجيه هيهوا، مطار تشوهاى جينوان |
| طيران الصين اكسبرس     | مطار تشونغتشينغ جيانغبى الدولي، مطار قوييانغ لونغدونغابو الدولي، مطار هوهوت بايتا الدولي، مطار لينفين ياودو، مطار غينهوانغادو بيداهي، مطار شيلينهوت، Yan'an |
| خطوط جنوب الصين الجوية | مطار قوانغتشو باييون الدولي، مطار شينزين باوان الدولي، مطار تشنغتشو الدولي |
| China United Airlines  | مطار بكين داشينغ الدولي، مطار تشانغتشون الدولي، مطار تشانغشا هوانغوا الدولي، مطار داليان تشوشويزي الدولي، مطار فوشان شادي، مطار فويانغ شيغوان، مطار قويلين يانغ جيانغ الدولي، مطار هايكو ميلان الدولي، مطار هاندان، مطار حيفي شينكياو الدولي، Heze، مطار جينينغ كوفو، مطار لوئهو يونلونغ، مطار نانجينغ الدولي، مطار نانيانغ جيانغ يينغ، مطار شيجياتشوانغ تشنغدينغ الدولي، مطار شيهيان ودانغشان، مطار توربان جياهوي، مطار يهاي داسهويبو، مطار ونزهو يونجقيانج الدولي، Wuhu، مطار شيامن قاوتشي الدولي، مطار نانيانغ يانتشنغ، مطار يانتاي بينجلاي الدولي، مطار يويانغ، مطار تشوهاى جينوان            |
| Genghis Khan Airlines  | مطار هوهوت بايتا الدولي، Yan'an |
| OTT Airlines           | مطار نانتشانغ تشانغبى الدولي، مطار شانغهاي بودنغ الدولي، مطار شيجياتشوانغ تشنغدينغ الدولي، مطار يانتاي بينجلاي الدولي، |
| خطوط شانغهاي الجوية    | مطار تشانغتشون الدولي، مطار لوئهو يونلونغ، مطار تشنغتشو الدولي |
| خطوط سيتشوان الجوية    | مطار تشنغدو تيانفو الدولي |